# Ilhanidsko Carstvo
Ilhanidsko Carstvo (perz. سلسله ایلخانی) naziv je za srednjovjekovnu iransku državu pod vladavinom dinastije Ilhanida (ili Ilkanida) koja je u drugoj polovici 13. odnosno početkom 14. stoljeća obuhvaćala Iransku visoravan, istočnu Anatoliju i Mezopotamiju, Kavkaz i dijelove Središnje Azije. Državu je između 1256. i 1260. godine ustrojio Hulagu-kan, unuk Džingis-kana odnosno brat Kublaj-kana, i isprva je bila jednim od četiri kanata nastalih raspadom golemog Mongolskog Carstva. Oko 1300. godine nastupa veliki politički i kulturni preokret: tradicionalni mongolski šamanizam i budizam zamjenjuje šijitski islam, perzijski jezik zamjenjuje mongolski kao službeni odnosno arapski kao književni, a prema Mustavfijevim djelima iščitava se ponovno pojavljivanje Irana kao jasno invidualiziranog zemljopisnog pojma. Tijekom kasnijeg ilhanidskog razdoblja također nastupa i znanstveni odnosno arhitektonski procvat što je prije svega vidljivo u Maragi i Sultaniji. Ilhanidsko Carstvo održavalo je dobre odnose s Europom, a sklopljeno je i savezništvo s križarima protiv egipatskih mameluka koje nije polučilo veće rezultate. Tijekom 1260-ih odnosno 1290-ih godina carstvom je putovao i slavni istraživač Marko Polo. Oko 1335. godine nastupa politički raspad pa zemljom vladaju lokalne iranske dinastije poput Kartida, Muzafarida, Čupanida i Džalajerida. Rašid al-Din Hamadani bio je jedan od najistaknutijih osoba u Iranu tijekom mongolske vladavine.